# Michel Scotti
Pour les articles homonymes, voir Scotti.
Michel Scotti, né le 17 octobre 1814 à Saint-Pétersbourg et mort le 22 février 1861 à Paris, est un peintre russe.

## Biographie
D'origine italienne, Michel Angelo Pietro Scotti est le fils du peintre décorateur Giovanni Battista Scotti et d'Aloïsa Tardi.
Élève d'Alexeï Egorov, il réalise des peintures historiques, portraits et scène de genre, et décore des églises.
En 1838, il accompagne la famille du comte Pavel Kutaisov en Italie, où il reste jusqu'en 1844.
Il est récompensé en 1845, et quitte Saint-Pétersbourg en 1849.
Entre 1849 et 1855, il enseigne à l'École de peinture, de sculpture et d'architecture de Moscou. Parmi ses élèves se trouvent Constantin Makovski, Vassili Poukirev, Nikolaï Nevrev, Vassili Perov et Sergei Gribkov.
En 1857, il se rend en Italie, en 1859 à Moscou, puis plus tard réside à Paris.
Il meurt à son domicile rue Chateaubriand à l'âge de 46 ans. Il est inhumé le 24 février 1861 au cimetière de Montmartre.